# 7413 Ґалібіна
7413 Ґалібіна (7413 Galibina) — астероїд головного поясу, відкритий 24 вересня 1990 року.
Тіссеранів параметр щодо Юпітера — 3,197.